# 용인예술과학대학교
용인예술과학대학교(龍仁藝術科學大學校, Yong-In Arts & Science University)는 1993년 송담학원이 경기도 용인시에 설립한 전문대학이다.

## 연혁
1994년 11월 17일, 송담학원이 용인공업전문대학을 설립하고, 1995년 3월 3일 개교하였다. 2012년 1월 9일, 용인송담대학교로 교명을 변경하였다. 2018년, 교육부 등으로부터 대학기본역량진단 결과 역량강화대학으로 선정된 바 있다. 이후 2021년 7월 1일, 용인예술과학대학교로 교명을 변경한다.

## 교육편제
용인예술과학대학교는 2017년 기준, 빅데이터경영과, 간호학과, 컴퓨터게임과, 방송영화제작예술과 등 4계열에서 27학과를 개설하여 운영중이다.

## 교육 방침상의 특징
용인예술과학대학교는 매년 방학기간 중 산업체 견학, 박람회 참가를 위한 해외단기연수 프로그램을 실시하고 있다.

### 국제 교류
용인예술과학대학교는 해외 각종 대학과 자매결연을 맺고 학술 세미나 등의 행사를 개최하며 교류하고 있다. 다음은 주요 대학 목록이다.
- 미국 위스콘신 대학교

## 위상
용인예술과학대학교는 1998년부터 2006년까지 교육부평가 특성화대학, 주문식교육실시대학으로 선정된 바 있다. 2010년도에는 교육과학기술부 평가 교육역량강화사업에 선정된 바 있다.

## 연례 행사

### 석담축제
석담축제는 용인예술과학대학교에서 열리는 정기 축제이다. 매년 9월에 개최되는 것으로 알려져 있다.

## 같이 보기
- 대한민국의 교육